# فردیناندو پوجی
فردیناندو پوجی (ایتالیایی: Ferdinando Poggi) بازیگر اهل ایتالیا است.
از فیلم‌هایی که وی در آن نقش داشته‌است، می‌توان به برخورد تایتان‌ها، جیسن و آرگونات‌ها و ماجراهای هرکول اشاره کرد.